# Омир vs Джойс
Няма спор, че прочитането на „Одисей“ поражда големи нужди за развитие и усъвършенстване на интелекта на читателя. Намеренията на Джойс, вложени в произведението, са да представят изцяло реалистичните възгледи относно един обичаен ден в живота на обикновения жител на Дъблин, в същото време да се вплитат в една голяма алюзия с тези на Омировата „Одисея“ и в по-малък мащаб – да се занимават с въпроси, сложни колкото тези относно Ирландската политика и религия, което означава, че преди да се положат ръце върху романа, е необходимо за читателя да притежава широка гама от знания. Идеята, че тези нужди съставляват нежелано бреме у читателя, което по този начин смекчава стойността на „Одисей“, може да бъде оспорена, поради твърденията, че точно тези са усложненията, които позволяват на романа да предявява претенции за ценност и величие. Един от най-впечатляващите подвизи на романа е начинът, по който Джойс съумява да подражава на и имитира сюжета на „Одисея“ без да прибягва до прости методи като директно отразяване на сюжета на Омировото произведение.

## „Одисей“ накратко
Както всички произведения на Джойс, „Одисей“ се развива в Дъблин. Действието започва на 16 юни 1904 г. – денят, в който Джойс среща за пръв път бъдещата си съпруга Нора. Рекламният агент Леополд Блум, ирландски евреин от унгарски произход, броди из града 18 часа – от 8 ч. сутринта до 2 ч. през нощта. Действието се развива в проследяване на неговите движения, мисли, както и постъпките и размислите на хората, които среща, на града и на нещата. Романът завършва с дълъг вътрешен монолог (мисълта тече свободно, без прекъсвания от външни събития) – може би най-известният в модерната литература, на Моли, без пунктуация, с над 20 хиляди думи, с нейните мисли и лъжи, докато чака в леглото завръщането на съпруга си Блум. Леополд Блум е събирателен образ – има както автобиографични моменти, така и на много приятели на Джойс. Авторът моделира Моли Блум като съпругата си Нора. Всяка от 18-те глави, написана с различна техника и асоциирана с човешки орган, изкуство, цвят, съответства на глави от Омировата „Одисея“. Има паралелизми между герои (Блум е Одисей, Моли – Пенелопа), теми и епизоди.

## Прилики
Във всяка глава действията на героите в „Одисей“ съвпадат с нещо, което се случва в „Одисея“. Тъй като Джойс очевидно е положил неимуверни усилия да се придържа към тази структура, е ясно, че да се чете глава, без да се взимат предвид Омировите аналогии, би било липса на пълно разбиране и усвояване на романа. Също така паралелите на Джойс често приемат формата на опропастяващи случаи и илюстрации през деня, като така той контрастира героичните подвизи на Одисей с по-обикновените ежедневни събитя, случващите се на Леополд Блум, правейки ги трудни за откриване. Могат да се наблюдават няколко примера в „Одисей“, тъй като те препращат към някои от проблемите на читателското тълкуване на романа.

### 12-аглава vs 9-апесен
Залавянето на Одисей и бягството му от циклопа Полифем в „Одисея“ са детайлно представени в глава със същото име. Обаче е трудно да се открият съответствията в „Одисей“, засягащи циклопи. Например, читател с познания за ирландската политика би могъл да разбере значението на характера на Гражданина, чиято еднопосочна ориентировъчност на мисълта и идеологията е едва доловимо сравнена с едноокото зрение на циклопите.

#### 6-аглава vs 11-апесен
Паралелите с „Одисея“ са много ясни в този епизод. Посещението на Одисей в подземния свят съответства на пътуването на Блум до гробището Гласневин, за да погребе Дингъм, който на свой кореспондира с фикционалния герой Елпенор, неудържимия последовател на Одисей, който чупи врата си при падането от покрива на двореца на Кърчи. Четирите реки в митологичния Хадес са паралелни на четирите реки/канала, които хората пресичат по пътя към гробището: Додър, Гранд, Ройъл и Лифи. Докато като опечалените преминават жилището, те виждат разкъсани участъци от улицата, което предполага средство за достъп до подземното царство. 

Сред героите любезният Мартин Кънингам е вид Сизиф, гръцки символ на безсмислието; отец Кофи, който ръководи погребалната служба и който е хумористично описан като куче, е нещо като Цербер – фигура, която пази входа в Ада. 

Ментон съответства на Аякс, който в книга 11 на „Одисея“ отвлича Одисей в подземния свят. Причината за тяхната борба е, че Одисей е награден с бронята на Ахил като новия шампион на гърците, а Аякс полудява и се самоубива, поради което той е в подземния свят.

Разговорът на четиримата мъже в погребалната „колесница“ засяга няколко мотива в Одисей. Например, спомените на Блум за самоубийството на баща му, мисли, предизвикани от глупавите коментари на г-н Пауър, налагат мотива „баща-син“; предсмъртната заръка на стария Рудолф Блум – Леополд да се грижи за кучето си, Атос – паралел с довереното старо куче на Одисей, Аргос – въвежда концепцията „бог-куче“ (от англ. „god-dog“).

## Алюзирани герои
- реките/каналите Додър, Гранд, Ройъл и Лифи – четирите реки на Хадес: Стикс, Ахеронт, Кокит и Пирифлегетон
- Даниъл О’Конъл – Херкулес
- Дигнъм – Елпенор
- Кънингам – Сизиф
- Ментон – Аякс
- Моли – Пенелопа, жената на Одисей
- Отец Кофи – Цербер
- Парнел – Агамемнон
- погребалният агент Джон О’Конъл – Хадес
- Стивън Дедалус – Телемах, сина на Одисей

## Обобщение
Премахването на всички тези корелации може да бъде забавно, но за един нов читател, който просто се опитва да се справи с книгата, тези подробности могат да се превърнат и в дразнител: – Какъв е смисълът цялото това сравнение, всичките тези алюзии?

За да се каже просто, в класическата гръцка и римска литература, слизането в подземния свят винаги се счита за героичен подвиг. Да имаш вземане даване с мъртвите е нещо, което изисква не само физическа сила и юначество, но и умствена стабилност. Като част от цялостния „проект“ за изработване на ежедневния героик, който минава през книгата, е видимо колко от хората се срещат пряко или косвено със смъртта в дни, които в противен случай са съвсем са нормални. Преди Джойс никой не би класифицирал това като „героичено“, но фактът, че Блум преодолява погребението, държи се порядъчно, почтително и най-вече – не се отчайва, е нещото, което може да се разглежда като героично.